# Geureudong
De Geureudong is een stratovulkaan op het eiland Sumatra in Indonesië. De vulkaan heeft een tweetal toppen waarvan de hoogste tot 2885 meter reikt.
De Geureudong heeft geen erupties gehad in de recente geschiedenis. De laatste uitbarsting dateert van het Pleistoceen. 
De vulkaan bevindt zich in het regentschap Noord-Atjeh, provincie Atjeh.